# Adeona macrothyris
Adeona macrothyris is een mosdiertjessoort uit de familie van de Adeonidae. De wetenschappelijke naam van de soort is voor het eerst geldig gepubliceerd in 1880 door Kirchenpauer.